# Saint-Jorioz
Saint-Jorioz és un municipi francès situat al departament de l'Alta Savoia i a la regió d'Alvèrnia-Roine-Alps. L'any 2007 tenia 5.694 habitants.

## Demografia

### Població
El 2007 la població de fet de Saint-Jorioz era de 5.694 persones. Hi havia 2.304 famílies de les quals 622 eren unipersonals (241 homes vivint sols i 381 dones vivint soles), 793 parelles sense fills, 742 parelles amb fills i 147 famílies monoparentals amb fills.
La població ha evolucionat segons el següent gràfic:
Habitants censats

### Habitatges
El 2007 hi havia 2.921 habitatges, 2.366 eren l'habitatge principal de la família, 453 eren segones residències i 102 estaven desocupats. 1.723 eren cases i 1.177 eren apartaments. Dels 2.366 habitatges principals, 1.647 estaven ocupats pels seus propietaris, 640 estaven llogats i ocupats pels llogaters i 78 estaven cedits a títol gratuït; 79 tenien una cambra, 294 en tenien dues, 431 en tenien tres, 465 en tenien quatre i 1.096 en tenien cinc o més. 1.998 habitatges disposaven pel capbaix d'una plaça de pàrquing. A 1.036 habitatges hi havia un automòbil i a 1.156 n'hi havia dos o més.

### Piràmide de població
La piràmide de població per edats i sexe el 2009 era:
| Homes | Edats   | Dones |
| ----- | ------- | ----- |
| 0     | 95 o +  | 16    |
| 12    | 90 a 94 | 28    |
| 20    | 85 a 89 | 44    |
| 16    | 80 a 84 | 32    |
| 68    | 75 a 79 | 92    |
| 84    | 70 a 74 | 96    |
| 124   | 65 a 69 | 148   |
| 160   | 60 a 64 | 160   |
| 148   | 55 a 59 | 180   |
| 228   | 50 a 54 | 164   |
| 180   | 45 a 49 | 220   |
| 232   | 40 a 44 | 248   |
| 172   | 35 a 39 | 156   |
| 132   | 30 a 34 | 148   |
| 128   | 25 a 29 | 124   |
| 92    | 20 a 24 | 92    |
| 200   | 15 a 19 | 196   |
| 192   | 10 a 14 | 160   |
| 156   | 5 a 9   | 172   |
| 104   | 0 a 4   | 92    |

## Economia
El 2007 la població en edat de treballar era de 3.685 persones, 2.671 eren actives i 1.014 eren inactives. De les 2.671 persones actives 2.458 estaven ocupades (1.287 homes i 1.171 dones) i 212 estaven aturades (96 homes i 116 dones). De les 1.014 persones inactives 357 estaven jubilades, 366 estaven estudiant i 291 estaven classificades com a «altres inactius».

### Ingressos
El 2009 a Saint-Jorioz hi havia 2.385 unitats fiscals que integraven 5.841,5 persones, la mediana anual d'ingressos fiscals per persona era de 23.986 €.

### Activitats econòmiques
Dels 361 establiments que hi havia el 2007, 2 eren d'empreses extractives, 4 d'empreses alimentàries, 4 d'empreses de fabricació de material elèctric, 1 d'una empresa de fabricació d'elements pel transport, 15 d'empreses de fabricació d'altres productes industrials, 35 d'empreses de construcció, 56 d'empreses de comerç i reparació d'automòbils, 5 d'empreses de transport, 25 d'empreses d'hostatgeria i restauració, 11 d'empreses d'informació i comunicació, 26 d'empreses financeres, 24 d'empreses immobiliàries, 69 d'empreses de serveis, 60 d'entitats de l'administració pública i 24 d'empreses classificades com a «altres activitats de serveis».
Dels 71 establiments de servei als particulars que hi havia el 2009, 1 era una gendarmeria, 1 oficina de correu, 5 oficines bancàries, 2 tallers de reparació d'automòbils i de material agrícola, 2 autoescoles, 1 paleta, 5 guixaires pintors, 11 fusteries, 10 lampisteries, 4 electricistes, 5 perruqueries, 9 restaurants, 10 agències immobiliàries i 5 salons de bellesa.
Dels 12 establiments comercials que hi havia el 2009, 2 eren fleques, 1 una peixateria, 2 botigues de roba, 1 una sabateria, 2 botigues de material esportiu, 1 una botiga de material de revestiment de parets i terra, 1 una perfumeria i 2 floristeries.
L'any 2000 a Saint-Jorioz hi havia 21 explotacions agrícoles que ocupaven un total de 372 hectàrees.

## Equipaments sanitaris i escolars
El 2009 hi havia 1 hospital de tractaments de mitja durada (seguiment i rehabilitació) i 3 farmàcies.
El 2009 hi havia 1 escola maternal i 1 escola elemental. Saint-Jorioz disposava d'un col·legi d'educació secundària amb 530 alumnes.

## Poblacions més properes
El següent diagrama mostra les poblacions més properes.